# Myriam Bédard
Myriam Bédard (L'Ancienne-Lorette, 22 december 1969) is een Canadees voormalig biatlete. Ze vertegenwoordigde haar vaderland op de Olympische Winterspelen 1992 in Albertville, de Olympische Winterspelen 1994 in Lillehammer, en de Olympische Winterspelen 1998 in Nagano. Bédard is tot nu toe de enige Canadese (en de enige niet-Europese) biatleet, wie een medaille heeft gewonnen in het biatlon op de Olympische Winterspelen.

## Persoonlijk
In 1994 trouwde Bédard met een voormalig Canadees biatleet, met wie ze een dochter heeft. In 1998 scheidde ze van Paquet en een paar jaar later trouwde ze met een Iraans fotograaf en kunst handelaar.
In 1994 won ze de Bobbie Rosenfeld Award voor Canada's (vrouwelijk) atlete van het jaar, de Lou Marsh Trophy voor Canada's atleet van het jaar, en de Velma Springstead Trophy voor Canada's meest uitmuntende (vrouwelijke) atlete van het jaar. Verder is ze erelid van de Koninklijke Militaire Universiteit van Canada.
In 2004 was Bédard, als enige vrouw, deel van het achtkoppige Internationale Biatlonunie's raad van bestuur. In dit jaar raakte ze ook betrokken bij een sponsor schandaal. In 2005 werd haar vriend Mazhari beschuldigd van kunstdiefstal ter waarde van $100.000. In 2006 is ze in de Verenigde Staten gearresteerd voor ontvoering van haar dochter en een jaar later is ze door de Canadese jury schuldig bevonden aan het schenden van de voogdij overeenkomst, waardoor ze een straf kreeg van 14 dagen voorarrest en 2 jaar voorwaardelijk.

## Resultaten

### Olympische Winterspelen
| Jaar | Plaats      | Onderdeel   | Onderdeel | Onderdeel     | Onderdeel |
| Jaar | Plaats      | Individueel | Sprint    | Achtervolging | Estafette |
| ---- | ----------- | ----------- | --------- | ------------- | --------- |
| 1992 | Albertville | ↑           | 12e       |               | 11e       |
| 1994 | Lillehammer | ↑           | ↑         | 15e           |           |
| 1998 | Nagano      | 50e         | 32e       | 17e           |           |

### Wereldkampioenschappen
| Jaar | Plaats                 | Onderdeel   | Onderdeel | Onderdeel     | Onderdeel | Onderdeel |
| Jaar | Plaats                 | Individueel | Sprint    | Achtervolging | Estafette | Team      |
| ---- | ---------------------- | ----------- | --------- | ------------- | --------- | --------- |
| 1988 | Chamonix               | 7e          | 34e       |               | –         |           |
| 1989 | Freistritz             | –           | –         | –             | –         |           |
| 1990 | Kontiolahti Minsk Oslo | 8e          | –         | –             | –         |           |
| 1991 | Lahti                  | 11e         | 9e        | –             | –         |           |
| 1992 | Novossibirsk           |             |           | –             | –         |           |
| 1993 | Borovets               | Zilver      | Goud      | 12e           | –         |           |
| 1994 | Canmore                |             |           |               | –         |           |
| 1995 | Antholz                | –           | –         | 16e           | –         |           |
| 1996 | Ruhpolding             | 32e         | 41e       | 12e           | –         |           |
| 1997 | Brezno-Osrblie         | 26e         | 43e       | 39e           | 18e       | –         |
| 1998 | Pokljuka               |             |           | –             |           | –         |

### Wereldbeker
Eindklasseringen
| Seizoen   | Algemeen | Individueel | Sprint | Achtervolging |  |
| --------- | -------- | ----------- | ------ | ------------- |  |
| 1987/1988 | 41e      |             |        |               |  |
| 1989/1990 | 28e      |             |        |               |  |
| 1990/1991 | Zilver   |             |        |               |  |
| 1991/1992 | 24e      |             |        |               |  |
| 1992/1993 | Zilver   |             |        |               |  |
| 1995/1996 | 23e      |             |        |               |  |
| 1997/1998 | 65e      | 42e         | –      | –             |  |

Wereldbekerzeges
| Nr. | Jaar             | Plaats     | Onderdeel          |
| --- | ---------------- | ---------- | ------------------ |
| 1.  | 19 januari 1991  | Ruhpolding | 7,5 km sprint      |
| 2.  | 31 januari 1991  | Oberhof    | 15 km individueel  |
| 3.  | 13 februari 1993 | Borovets   | 7,5 km sprint (WK) |